# Rhodospatha perezii
Rhodospatha perezii G.S.Bunting – gatunek wieloletnich, wiecznie zielonych pnączy z rodziny obrazkowatych, endemicznych dla północno-zachodniej Wenezueli, zasiedlających wilgotne lasy równikowe.